# Гемпден (Північна Дакота)
Гемпден (англ. Hampden) — місто (англ. city) в США, в окрузі Ремсі штату Північна Дакота. Населення — 29 осіб (2020).

## Географія
Гемпден розташований за координатами 48°32′23″ пн. ш. 98°39′16″ зх. д. / 48.53972° пн. ш. 98.65444° зх. д. (48.539598, -98.654317).  За даними Бюро перепису населення США в 2010 році місто мало площу 0,45 км², уся площа — суходіл.

## Демографія
Згідно з переписом 2010 року, у місті мешкало 48 осіб у 26 домогосподарствах у складі 11 родини. Густота населення становила 108 осіб/км².  Було 35 помешкань (79/км²).
Расовий склад населення:
| - 97,9 % — білих |

До двох чи більше рас належало 2,1 %. Частка іспаномовних становила 0,0 % від усіх жителів.
За віковим діапазоном населення розподілялося таким чином: 16,7 % — особи молодші 18 років, 50,0 % — особи у віці 18—64 років, 33,3 % — особи у віці 65 років та старші. Медіана віку мешканця становила 53,5 року. На 100 осіб жіночої статі у місті припадало 84,6 чоловіків;  на 100 жінок у віці від 18 років та старших — 90,5 чоловіків також старших 18 років.
Середній дохід на одне домашнє господарство  становив 70 425 доларів США (медіана — 68 750), а середній дохід на одну сім'ю — 102 460 доларів (медіана — 105 000). За межею бідності перебувало 2,8 % осіб, у тому числі 0,0 % дітей у віці до 18 років та 8,3 % осіб у віці 65 років та старших.
Цивільне працевлаштоване населення становило 20 осіб. Основні галузі зайнятості: роздрібна торгівля — 50,0 %, освіта, охорона здоров'я та соціальна допомога — 20,0 %, мистецтво, розваги та відпочинок — 15,0 %, сільське господарство, лісництво, риболовля — 15,0 %.